# نادینه برورسن
نادینه برورسن (هلندی: Nadine Broersen؛ زادهٔ ۲۹ آوریل ۱۹۹۰) ورزشکار هفت‌گانه اهل هلند است.
وی در مسابقات کشوری و بین‌المللی در مجموع برندهٔ ۱ مدال طلا، ۱ مدال نقره شده‌است.